# Heodes pseudomiegi
Heodes pseudomiegi är en fjärilsart som beskrevs av Beuret 1954. Heodes pseudomiegi ingår i släktet Heodes och familjen juvelvingar. Inga underarter finns listade i Catalogue of Life.